# مراقب عام
المراقب العام (بالإنجليزية: public adjuster)‏ هو ضابط مطالبات تأمينية محترف، يدافع عن حاملي الوثائق التأمينية ويفاوض على مطالب تأمين المدعي. وبعيدًا عن المحامين ووسطاء السجلات الحكومية، يمكن للمراقبين العمومين حاملي الرخص القانونية المطالبة بحقوق المؤمن عليه خلال المطالبة بالتأمين، بالإضافة لقدرتهم على تفسير سياسات التأمين المبهمة في بعض الأحيان لأصحاب العقارات؛ للحصول على أقصى مبلغ كتعويض عن مطالباتهم التأمينية، وذلك اعتمادًا على الخبرة الفنية لهؤلاء المراقبين العمومين. وعلى الرغم من اعتبار شركات النقل خصومًا في كثير من الأحيان، إلا أن المراقبين العمومين (بشكل دائم تقريبًا) يساعدونهم بشكل واضح على تسوية خسائرهم. ويمثل المراقب العامة العديد من المهنيين، والأشخاص ذوي الإعاقة الجسدية، أو من لم يستطيعوا إكمال التعليم أو صغار السن، وذلك من خلال مطالباتهم، بالإضافة لتقليصه الفترة اللازمة لإنجاز تلك المطالبات. يتقاضى معظم المراقبون العموميون نسبة من التسويات التي يحصلون عليها لموكليهم مثل المقاولين والمتعهدين الذين يضيفون نسبة (10/10) إلى التكلفة الإجمالية للإصلاحات التي يقومون بها، لتغطية النفقات العامة والنثرية وحصولًا على قيمة ربحية معقولة. يتعاون المراقبون العموميون مع خبراء في مجالات الطب والسموم، والمهندسين المدنيين؛ وذلك لإعداد تقديرات تفصيلية عن التكاليف الخاصة بموكيلهم وذلك لإثبات خسائرهم، بالإضافة لتفسيرهم لبوليصة التأمين وتحديد البنود الغامضة والمستترة بها، والتفاوض مع شركات التأمين للحصول على تسويات نهائية وعادلة.
المراقب العام هو ممثل حامل البوليصة التأمينية، الذي ينصح ويدير ويقدم المطالبات إلى شركة التأمين. وهناك ثلاثة أنواع من مطالبي التأمين: 
- الأول: الموظفون (الذين تم توظيفهم بواسطة شركة تأمين، أو كيان مؤمن ذاتيًا).

- ثانيًا: وسطاء مستقلون (العمال المستقلون الذين استأجرتهم شركة التأمين).

- ثالثًا: المراقبون العموميون (تم توظيفهم بواسطة حاملي الوثائق التأمينية للمطالبة بحقوقهم).

لا يمكن لشركات التأمين الدفاع عن حقوقها إلا بواسطة شركات مراقبة عمومية، أو بواسطة مراقبين عمومين مستقلين ذاتيًا.
يطلق على المراقبين من خارج الولايات المتحدة (أو يترجم إلى اللغة الإنجليزية باسم) «خبراء تقييم الخسائر التأمينية»، ويطلق على موظفي المراقب أو المراقبين المستقلين اسم «خبراء تسوية خسائر التأمين»، ومع ذلك هناك فارق واضح بين مراقب الخسائر الذي يعمل لدى شركات التأمين، ومقيم الخسائر الذي يعمل نيابة عن حامل وثيقة التأمين.

## الترخيص والتنظيم
يوجد حاليًا شكل من أشكال النظام القانوني أو التنظيمي لترخيص المراقبين العمومين في 44 ولاية (وجزء من كولومبيا). وهناك ولايات أمريكية ليست كذلك، وهي ألاسكا، وداكوتا الجنوبية، وويسكونسن. ومن المهم الإشارة إلى أنه في 14 أكتوبر 2005، اعتمدت الجمعية الوطنية لمفوضي التأمين (NAIC) قانون ترخيص المراقب العام (MDL-228)، الذي يوضح إجراءات ترخيص المراجعين العمومين، ويعرف القانون المراجع العام بأنه «أي شخص ينوب عن المؤمن عليه بالحصول على التعويض أو أي شيء آخر ذي قيمة». تحدد واجبات المراقبين العمومين عن طريق اللوائح التالية: خطاب الائتمان، إتمام التعليم، رسوم المراقب العام، العقود، الاحتفاظ بالسجلات، معايير السلوك، وينص القانون النموذجي على أن المراقب العام قد يتصرف أو يساعد فقط لصالح المؤمن عليه في مطالباته. يسمح عقد الترخيص للمرخص له في ولاية واحدة بممارسة عمله وفقًا لقانون تلك الولاية، وعلى الرغم من أن اللوائح تختلف من ولاية إلى ولاية، فالقانون العام ينص على أنه يمكن لغير المقيم في ولاية ما بالحصول على ترخيص تلك الولاية، دون الحاجة إلى اجتياز امتحان تلك الولاية أو متطلبات التعليم المسبق للترخيص بها، بشرط أن ولايته الأصلية تسمح لغير المقيمين فيها بالحصول على ترخيصها؛ وذلك وفقًا لاتفاقية المعاملة بالمثل.
بشكل عام لا يعمل المراقبون العموميون إلا مع مطالبات التأمين المتعلقة بالأضرار التي تلحق بالممتلكات والخسائر التجارية، مثل مخاطر أعمال البناء، والحوادث الميكانيكية والكهربائية، والنفقات الإضافية، والمصاريف المستعجلة، وفوائد الإيجارات. ومن غير المألوف أن يتولى المراقبون العموميون مطالبات التأمين الصحي، إلا أنه في بعض الولايات مثل فلوريدا مصرح لهم بالعمل في جميع خطوط التأمين باستثناء الحياة والمعاشات.

## المسؤوليات
المسؤوليات الرئيسية للمراقب العام هي:
- تقييم البوليصات التأمينية الحالية؛ لتحديد القيمة القابلة للتطبيق على المطالبة التأمينية.
- البحث والتمحيص لإثبات أي أضرار لحقت بالمباني والمحتويات وأي نفقات إضافية.
- تقييم الخسائر لانقطاع العمل، والمطالبة بالنفقات الإضافية للشركات.
- تحديد قيم تسوية الأضرار.
- نيابة المؤمن عليه في مطالباته وتوثيقها ودعمها.
- نيابة المؤمن عليه في التفاوض مع شركات التأمين.
- إذا عُثر على معارضة بعد تسوية المطالبة، تُفتح مرة أخرى ويُجرى التفاوض للحصول على المزيد من المال.

عادة ما يوظف حامل الوثيقة التأمينية مراقبًا عامًا لتوثيق مطالباته وتعجيل الحصول عليها واسترداد أفضل مطالبة وبسرعة، واستعادة عمله التجاري بالكامل ومحل إقامته، والنأي بنفسه عن أي مشاكل مع الشركات الكبرى. ولكن تكلفة توظيف المراقبين العمومين قد تشكل عبئًا ماديًا إضافيًا على حاملي الوثيقة التأمينية، وقد يخفف ذلك العبء عن طريق مهارة عمل المراقب العام الذي يسترد مدفوعات المطالبة لحاملي الوثائق التأمينية. بالإضافة لدورهم في التعرف على الادعاءات غير الجوهرية والمتنازع عليها، ويشرحونها للعميل ومدى عدم جدواها مثل مصطلحات «الانهيار»، و«الانهيار الجزئي»، و«مدى الضرر المادي»؛ وذلك لاختلاف معناها اليومي عن تفسيراتها القانونية، وتختلف تلك التفسيرات قانونيًا بشكل مستمر، ولذلك يجب أن يكون المراقب العام على وعي عال بالقانون، بما في ذلك تقسيم المسؤوليات القانونية بين شركات التأمين وحاملي الوثائق.

## الأجور
يحصل المراقبون العموميون على نسبة مئوية من إجمالي التسوية، على سبيل المثال ذكرت إحدى الشركات الجورجية أن متوسط الرسوم 20% بناءً على نوع ومبلغ مطالبة التأمين، ومع ذلك يتم استخدام النسب المئوية المنخفضة للخسائر الأكبر التم يتم المطالبة بها بموجب بوليصة التأمين، ويمكن أن يكون لمطالبات التأمين الأصغر تكاليف مماثلة للمطالبات الأكبر، ولكن نظرًا إلى أن المبالغ المستردة على المطالبات الأصغر قليلة، فيجب تعديل نطاق الأجور تعويضًا عن الجهد المبذول.
يختلف المراقبون العموميون في أجورهم حسب اختلاف مهاراتهم بدءًا من خبير أساسي إلى خبير النخبة، والرسوم من 15% إلى 20% هي مقبولة للخسائر التي تتراوح من 100000 دولار أو أكثر عند التعامل مع المراقبين العمومين ذوي التصنيف المرتفع. يمكن للمراقب العامل الخبير أن يتقاضى 18% إلى 20% على خسارة تتجاوز 100000 دولار، فالخبراء المتفوقون لديهم قدرات للحصول على أكثر النتائج فاعلية بسبب مهاراتهم، فيحصلون على مبالغ تسوية كبيرة للغاية عوضًا عن المراقبين غير الخبراء، ويسجل الخبراء كخبراء في النظام القضائي ويجب التحقق من مدى خبرتهم لأن الإعلان لا يكون صحيحًا دائمًا، ويجب التحقق من صحة بياناتهم التي تدعي امتلاكهم لتلك المؤهلات.
يتقاضى بعض المراقبين العمومين نسبة مئوية ثابتة أو أجورًا ثابتة، بينما يستخدم الآخرون مقياسًا تنازليًا، وذلك يعتمد جزئيًا على قانون الولاية الذي حدثت فيه الخسارة، فيمكن أن يكون المقياس التنازلي كالآتي 25% بداية من 100000 دولار، و20% من 100000 دولار وحتى 200000 دولار، و15% على مبلغ يتخطى ذلك. تعتبر المطالبات التي تقل قيمتها عن 50000 دولار، مطالبات صغيرة، وهناك مراقبون عموميون لا يقدمون مطالبات على تلك الخسائر، فحين يطلب المراقبون العموميون نسبة 30% إلى 35% على مطالبات التأمين التي قيمتها أقل من 50000 دولار، يمكن للمراقبين العمومين فرض رسوم أقل على القيمة الإجمالية للتسوية أو فرض رسوم أعلى على مبلغ التسوية، بحيث تتجاوز التسوية الأولية المقدمة أصلًا من قبل المؤسسة المؤمنة.
فعلى سبيل المثال عند خسارة 100000 دولار، يمكن أن تكون رسوم المراقب 20% على قيمة المطالبة بالكامل، فتكون التكلفة بأكملها مشتركة مع العميل، ولكن مقابل أجر أقل وذلك فائدة للعميل.
ولكن إذا كانت الخسارة 50000 دولار، فقد يقبل المراقب العام نسبة 25% ليس على مبلغ الخسارة ولكن على أي تسوية استرداد إضافية ويشار إليها باسم «أموال جديدة»، وذلك باعتبارها قيمة مطالبة جزئية بمبلغ يتجاوز التسوية الأولية التي تبلغ 50000 دولار، حيث يتم تطبيق الأجر بشكل حصري على المبلغ الإضافي المسترد فقط. ولكن عند اتباع هذه الطريقة، فذلك يعني أن المراقب العام يتحمل جميع مخاطر التكلفة والمصاريف دون أن يتقاسمها مع العميل، وبالتالي تكون الرسوم أعلى. (يتعرض المراقب العام لخسارة تجارية من نفقات العمل التي يتم إنفاقها على مطالبات «الأموال الجديدة»، وتقتصر خدمته على استرداد التسوية المحسنة فقط).
هناك فئة من المراقبين العمومين يتعاقدون على خدمة «الأموال الجديدة» فقط، ولكن يتقاضون رسومًا تتراوح من 40% إلى 50% لقبول تلك المخاطرة، ولكنه إن نجح في الحصول عليها فسوف يتقاسم تلك القيمة مع صاحب البوليصة. ومن المهم الإشارة إلى أن بعض الولايات تحدد رسوم المراقب العام بمستويات مثل 10% أو 20% ، ويرى بعض حاملي الوثائق التأمينية أن رسوم المراقب العام العادية يجب توحيدها وليكن مثلًا 10% بغض النظر عن قيمة المطالبة، ولكن هذا لا يحدث بشكل عام.
لهذه القيود مساوئ فقد تجنب المراقب العام مساعدة الزبائن ذوي المطالبات الصغيرة لأن التكاليف العملية في الواقع ستكون بمثابة خسارة ولن يتوفر هامش ربح عادل ومعقول لاستمرار العمل، ولكن معظم الولايات لا تفرض هذه الرسوم لذلك السبب وترحب بخدمات المراقب العام للتأمين على الشعب. يعد رفع الرسوم على المطالبات الصغيرة التي تحتوي على قيم استرداد منخفضة ضروريًا لتعويض خسائر المراقب العام في تكاليف خدماته كاملة.
في بعض الولايات القضائية يتم الكشف عن هيكل الرسوم الخاصة بالمراقب العام مقدمًا، ولا يحق للمراقب العام الحصول على مبلغ أكثر مما يحصل عليه صاحب البوليصة بطريقة مشروعة، لكن المراقبين العمومين (وخاصة الخبراء) يستفيدون عمومًا من مزايا التسوية المالية بشكل أفضل من الرسوم المفروضة على عملائهم، وبالتالي يقدمون لعملائهم خدمة استرداد الفوائد بعد دفع الرسوم، وغالبًا لا يتم الحصول على التعويض المطلوب أو المطالبة به بواسطة بوليصة التأمين، أو استرداد التمويل كاملًا دون مساعدة المراقبين العمومين.

### تأمين استرداد الخسائر
هو عبارة عن بوليصة تأمين تغطي تكلفة مراقب الخسائر المستقل، الذي يتصرف فقط نيابة عن حامل البوليصة، وذلك في إعداد مطالبة التأمين والتفاوض بشأنها وتسويتها، وتتمتع شركات التأمين بالموظفين أو المراقبين المستقلين الذين يعملون نيابة عنها، ما يقلل من قيمة المطالبة إلى أقصى صورة ممكنة، ويساعد التأمين على استرداد الخسائر في تسوية القيم وذلك من خلال تزويد حامل الوثيقة التأمينية بالنصائح اللازمة. «لوريغا المحدودة» هي وكالة تأمين مستقلة بلندن، توفر الخبراء عند الحاجة لحاملي وثائق التأمين في المملكة المتحدة.
متى تتواصل مع المراقب العام؟
لن يستفيد حامل الوثيقة من تعيين مراقب عالم بشكل دائم، إلا أنه سيحقق أكبر فائدة إذا تم تعيينه فورًا في حال حدوث خسارة، فبعد فترة وجيزة من تلقي شركة التأمين إشعارًا بالخسارة يزور المراقب الممثل لشركة التأمين حامل الوثيقة لجمع حقائق حول كيفية حدوث الخسارة وحجمها وإمكانية حلها. وقد تؤدي الإجابات غير الصحيحة أو غير المكتملة أو غير المعبرة عن الأسئلة الموجهة من مراقب شركة التأمين إلى تقليل المبلغ الذي يمكن المطالبة به، وسيكون لدى المراقب العام الخاص بحامل الوثيقة فرصة الانخراط في العمل مبكرًا قبل بدء عملية تقصي الحقائق من شركة التأمين، وبالتالي فرصة أكبر لمساعدة حامل الوثيقة في الحصول على تسوية عادلة لجميع الخسائر التي تعرض لها بشكل قانوني بموجب بوليصة التأمين. ومع ذلك في أي وقت خلال المفاوضات مع شركة التأمين وحتى بعد الحصول على التسوية، قد يستطيع المراقب العام الحصول على مبلغ أعلى لموكله.